# Lilla Acktjärnen (Ramnäs socken, Västmanland)
Lilla Acktjärnen är en sjö i Surahammars kommun i Västmanland och ingår i Norrströms huvudavrinningsområde.